# Leaf
Leaf — торговое название цифровых задников, выпускаемых одноимённой израильской компанией для среднеформатных и крупноформатных фотоаппаратов. С 2009 года компания Leaf является филиалом датской Phase One, объединившейся в консорциум с японской Mamiya. Поэтому продукты Leaf часто маркируются как «Mamiya Leaf».
Первый задник «DCB I» разрешением в 4 мегапикселя одновременно стал первым в мире устройством этого класса, представленным на выставке Photokina 1992 года. После первых моделей DCB было налажено производство двух линеек «Leaf Aptus» и «Leaf Valeo» разрешением до 80 мегапикселей. С 2012 года компания выпускает линейку «Leaf Credo» с разрешением от 40 до 80 мегапикселей, а также программное обеспечение Leaf Capture для работы с изображением в формате RAW. Главное отличие от линейки «Aptus», выпускающейся до сих пор, заключается в замене вентилятора пассивным охлаждением сенсора, наличием встроенной батареи для автономной работы и тачскрина диагональю 3,2 дюйма. Кроме того, к интерфейсу FireWire добавлен более распространённый порт USB 3.0